# Haania aspera
Haania aspera är en bönsyrseart som beskrevs av Werner 1922. Haania aspera ingår i släktet Haania och familjen Thespidae. Inga underarter finns listade i Catalogue of Life.